# Miroslav Kirin
Miroslav Kirin (Sisak, 1965.) hrvatski je književnik i pjesnik.
Školovao se u Petrinji i Zagrebu, gdje je na Filozofskom fakultetu diplomirao engleski jezik i književnost i komparativnu književnost. Piše i objavljuje poeziju, prozu i prijevode s engleskog jezika. 1989. godina osvaja prvo mjesto na Festivalu poezije mladih. 
Objavio je šest knjiga poezije: Od nje do vječnosti (1989. Goranovo proljeće, nagrada Goran za mlade pjesnike), Tantalon (1998. Meandar), Zukva (Vuković & Runjić, 2004.), Iza renesanse (Matica hrvatska Sisak, 2004.), Jalozi (Vuković & Runjić, Zagreb, 2006.), Zbiljka (Vuković & Runjić, Zagreb, 2009.). 
Objavio je također i autobiografsku proznu knjigu  Album (Vuković & Runjić, Zagreb, 2001.) za koju je dobio Nagradu Jutarnjeg lista za najbolju proznu knjigu u 2001. godini.